# ماري جيار
ماري جيار (بالفرنسية: Marie Guillard)‏ هي ممثلة فرنسية ولدت في يوم 20 يونيو 1972 في مدينة نويي-سور-سين في فرنسا، مثلت في عدة أفلام وتزوجت مرتين الأولى كانت من المغني نيكولا سركيس وفي نوفمبر 1998 تزوجت من الممثل ذي الأصل الجزائري سامي ناصري.

## روابط خارجية
- ماري جيار على موقع IMDb (الإنجليزية)
- ماري جيار على موقع ألو سيني (الفرنسية)
- ماري جيار على موقع أول موفي (الإنجليزية)
- ماري جيار على موقع قاعدة بيانات الفيلم (الإنجليزية)
- ماري جيار على موقع كينوبويسك (الروسية)